# О’Мэлли, Майк
Майкл Эдвард «Майк» О’Мэлли (англ. Michael Edward «Mike» O'Malley, род. 31 октября 1966, Бостон, Массачусетс, США) — американский актёр кино и телевидения, известный ролью Барта Хаммела в популярном музыкальном сериале «Хор». Так же является продюсером-консультантом сериала «Бесстыдники».

## Биография
Майк О’Мэлли (полное имя — Майкл Эдвард О’Мэлли) родился в 1966 году в Бостоне, Массачусетс, США.
Он живёт в Лос-Анджелесе с женой Лизой. У них трое детей, Фиона, Шеймас и Деклан.

## Фильмография
| Год       |   | Русское название   | Оригинальное название | Роль                        |
| --------- | - | ------------------ | --------------------- | --------------------------- |
| 1991      | с | Закон и порядок    | Law & Order           | нью-йоркский полицейский #1 |
| 2000      | ф | 28 дней            | 28 Days               | Оливер                      |
| 2006—2009 | с | Меня зовут Эрл     | My Name Is Earl       | Стюарт                      |
| 2008      | ф | Знакомьтесь: Дэйв  | Meet Dave             | Нокс                        |
| 2009—2015 | с | Хор                | Glee                  | Барт Хаммел                 |
| 2010      | ф | Ешь, молись, люби  | Eat Pray Love         | Энди Шираз                  |
| 2011      | ф | Совсем не бабник   | Cedar Rapids          | Майк Пайл                   |
| 2012      | ф | Под прикрытием     | So Undercover         | Сэм Моррис                  |
| 2013      | ф | Призрачный патруль | R.I.P.D.              | Эллиот                      |
| 2015      | ф | Защитник           | Concussion            | Дэниел Салливан             |
| 2019      | с | Уэйн               | Wayne                 | директор                    |

2019 с сквозь снег сем Рош главный проводник